# Roodrugbuizerd
De roodrugbuizerd (Geranoaetus polyosoma; synoniem: Buteo polyosoma) is een roofvogel uit de familie havikachtigen (Accipitridae) en het geslacht Geranoaetus. 

## Verspreiding en leefgebied
De soort telt 4 ondersoorten:
- G. p. polyosoma: de Andes van westelijk Colombia tot Vuurland en de Falklandeilanden.
- G. p. exsul: Juan Fernández-archipel (Chili).
- G. p. poecilochrous: de Andes van zuidelijk Colombia tot zuidelijk Ecuador.
- G. p. fjeldsai: de Andes van noordelijk Peru tot noordwestelijk Argentinië.